# Écio Capovilla
Écio Capovilla (Valinhos, 09 de novembro de 1936 — Valinhos, 28 de setembro de 2020) foi um futebolista brasileiro.
E o Vasco da Gama não foi seu primeiro clube no Rio de Janeiro. De Campinas, ele foi primeiro para o Fluminense. Mas, foi no Vasco que ele entrou para a história ao jogar na Seleção Brasileira e ao ser campeão do Super-supercampeonato carioca de 1958.
Desde pequeno, o futebol era o seu esporte favorito. Já com 14 anos participou de jogos da divisão infantil da liga campineira de futebol pela equipe do Esporte Clube Rigesa de Valinhos. Em 1953, Écio jogou pelo Guarani Futebol Clube, sendo campeão na categoria juvenil. Em 1954, foi descoberto por um representante do Fluminense, foi convidado para ingressar na equipe juvenil do time, no qual se sagrou campeão. Na época, o técnico era o Gradim. Em 1956, por não ter acertado financeiramente com o Fluminense, resolveu desistir do futebol e voltar para Valinhos, fazendo ainda uma tentativa de continuar indo treinar no São Paulo, que tinha como técnico Turcão. Em 1957, Gradim que tinha se transferido para o Vasco da Gama, como técnico do juvenil, o trouxe para a equipe, a pedido de Martim Francisco, então treinador do time profissional.
Atuando como volante clássico, se notabilizou no Vasco da Gama, onde venceu o Torneio Rio-São Paulo de 1958 e o Supersupercampeonato Carioca de 1958. Em 1960, defendeu a Seleção Brasileira e 1964 transferiu-se para o Sporting Cristal do Peru.
Écio foi ainda secretário municipal de esportes de sua cidade natal, Valinhos, localizada na Grande Campinas, interior de São Paulo.

## Títulos
Fluminense (Juvenil)
- Campeonato Carioca Sub-20: 1955

Fluminense
- Torneio Início do Rio de Janeiro: 1956
- Taça Presidente Afonsio Dorazio: 1956

Vasco da Gama
- Torneio Rio-São Paulo: 1958
- Campeonato Carioca: 1958
- Torneio Início do Rio de Janeiro: 1958
- Taça Cidade do Rio de Janeiro: 1959
- Torneio Internacional de Santiago: 1963
- Torneio Pentagonal do México: 1963

Seleção Brasileira
- Taça do Atlântico: 1960
- Copa Roca de 1960